# Tęgoszowate
Tęgoszowate (Phormiaceae J. Agardh) – rodzina roślin jednoliściennych z rzędu agawowców (Agavales) w systemie Reveala (1994-1999). Takson ten nie był wyróżniany w systemie APG II (2003), gdzie rodzaje tu zaliczane są umieszczone w rodzinie liliowcowatych Hemerocallidaceae oraz w systemie APG III (2009), gdzie przedstawicieli zaliczono do rodziny żółtakowatych (Xanthorrhoeaceae).

## Systematyka
Pozycja rodziny w systemie Reveala (1994–1999)
Gromada okrytonasienne (Magnoliophyta Cronquist), podgromada Magnoliophytina Frohne & U. Jensen ex Reveal, klasa jednoliścienne (Liliopsida Brongn.), podklasa liliowe (Liliidae J.H. Schaffn.), nadrząd Lilianae Takht., rząd agawowce (Agavales Hutch.), rodzina tęgoszowate (Phormiaceae J. Agardh).
Rodzaje
- Agrostocrinum F.Muell.
- Dianella Lam. – dowiastka
- Eccremis Baker
- Phormium J.R. Forst. & G. Forst. – tęgosz, formium
- Stypandra R.Br.
- Thelionema R.J.F.Hend.